# Червеноглава овесарка
Червеноглава овесарка (Emberiza bruniceps) е вид птица от семейство Овесаркови (Emberizidae).

## Разпространение и местообитание
Разпространен е в Афганистан, Бангладеш, Индия, Иран, Казахстан, Киргизстан, Китай, Кувейт, Монголия, Непал, Пакистан, Русия, Таджикистан, Туркменистан и Узбекистан.